# GUYS
『GUYS』（ガイズ）は、CHAGE&ASKA（現：CHAGE and ASKA）の15作目のオリジナル・アルバムで、本作の1曲目の楽曲名でもある。1992年11月7日に発売された。発売元はポニーキャニオン。
1993年12月17日はAPO-CDとして、1998年3月11日、2001年6月20日はCDとして、2009年11月25日はSHM-CDとして再発売された。

## 背景・リリース
オリジナル・アルバムとしては前作『TREE』からおよそ1年1ヶ月ぶりの作品。アルバムタイトルの由来は1992年度のコンサートフィルムの会議を終え、そのフィルムを見たスタッフが「2人（CHAGE （現：Chage）とASKA）が“ガイズ”って感じ」と発言したことがきっかけで、それを聞いたASKAがタイトルを「GUYS」と名付けている:155。
初回限定盤はスリーブ・ケース、特殊パッケージ、ブックレット封入。写真掲載ではトラブルがあり、歌詞カードに写真家の広川泰士が撮影した写真を無断で使っていたことが発覚する。広川側からの抗議によってCD出荷が一旦停止された。その後、写真を差し替えて再発売している。
2009年11月25日には、紙ジャケット・シリーズの一環としてSHM-CD仕様でヤマハミュージックコミュニケーションズより再発売された。

## 制作
1990年に発売された『SEE YA』以来、2回目となるロンドンでのレコーディングとなり、『SEE YA』を制作した時のスタッフを本作でもベースとしている。
1992年6月にASKAが渡英し、ロンドンに移してレコーディングが行なわれた。Chageは7月にロンドンへ渡っている。そして、Chageは10月に帰国しているが、ASKAはアルバム完成後もロンドンに滞在し、1993年1月に帰国している。

## エピソード
1曲目の「GUYS」であるが、編曲者である村上啓介が深夜泥酔していたところ、ASKAから電話が入り急遽編曲作業を行い、コンビニで楽譜のFAX送信を行った。

## 批評・チャート成績
CHAGEとASKAは本作を最高傑作と評価している。
本作は1992年11月16日付のオリコン週間ランキングにて最高位1位を獲得し、売上枚数は同年11月23日付けで100.8万枚となった。最終的な売上枚数は141.1万枚（オリコン調べ）を記録、オリジナル・アルバムとしては『TREE』から2作連続でミリオンセラーとなった

## 収録曲
| #         | タイトル                    | 作詞               | 作曲            | 編曲                  | 時間  |
| --------- | --------------------------- | ------------------ | --------------- | --------------------- | ----- |
| 1.        | 「GUYS」                    | 飛鳥涼             | 飛鳥涼          | 村上啓介              | 6:06  |
| 2.        | 「野いちごがゆれるように」  | 飛鳥涼             | 飛鳥涼          | 飛鳥涼、Jess Bailey   | 6:39  |
| 3.        | 「if」                      | 飛鳥涼             | 飛鳥涼          | Jess Bailey           | 5:43  |
| 4.        | 「光と影」                  | CHAGE              | CHAGE           | Jess Bailey、村上啓介 | 6:17  |
| 5.        | 「HANG UP THE PHONE」       | 飛鳥涼             | 飛鳥涼          | 飛鳥涼、Jess Bailey   | 5:19  |
| 6.        | 「だから…」                 | CHAGE              | CHAGE・村上啓介 | 村上啓介              | 4:15  |
| 7.        | 「WHY」                     | 飛鳥涼             | 飛鳥涼          | Jess Bailey           | 5:47  |
| 8.        | 「今日は…こんなに元気です」 | 飛鳥涼、青木せい子 | CHAGE           | 村上啓介              | 4:50  |
| 9.        | 「夢」                      | CHAGE              | CHAGE           | 村上啓介              | 6:05  |
| 10.       | 「CRIMSON」                 | CHAGE              | CHAGE           | 村上啓介              | 5:17  |
| 11.       | 「no no darlin'」           | 飛鳥涼             | 飛鳥涼          | 飛鳥涼、Jess Bailey   | 5:31  |
| 12.       | 「世界にMerry X'mas」       | 飛鳥涼             | 飛鳥涼          | 飛鳥涼、Jess Bailey   | 7:17  |
| 合計時間: | 合計時間:                   | 合計時間:          | 合計時間:       | 合計時間:             | 69:06 |

## 楽曲解説
1. GUYS
CHAGEとASKA出演のパナソニック「RESTY」「RQ-S85（deruカセ）」CMソング。
レコーディング時に付けられていた仮タイトルは「M-3」であり、ASKAは本作のアルバムタイトルと同時に本楽曲を「GUYS」と名付けている[3]:155。本作が発売された当時は、バラードのシングルが多かったことからテンポの早い本楽曲をシングル用として書いた楽曲であった[3]:151,164。しかしレコーディングを進めるにつれ「no no darlin'」をシングルにする意見が本人達およびスタッフで一致したため、シングル化はされなかった[9][10]。
アウトロでは、アルバムブックレットに記載されているASKAの散文詩「GUYS」にメロディをつけて歌っている。
2. 野いちごがゆれるように
CHAGEとASKA出演の日本航空 イメージCMソング[注 3]。
ASKAは楽曲のテーマを "昔を振り返る" として、20年・30年後の自分にむけて書いたという[11]。メロディは小田和正と「僕らが生まれた あの日のように」を制作している際に浮かんだものであり、ASKAは「僕らが生まれた あの日のように」の双子の片割れと位置付けている[9]。
1996年に発売されたトリビュート・アルバム『one voice THE SONGS OF CHAGE&ASKA』では、チャカ・カーン（Chaka Khan）が「Raspberry」というタイトルでカバーしている。
3. if
1992年7月1日に発売された29枚目シングル。
特に表記はないが、アルバムのイメージに合わせるため、新たなアレンジで収録されている[12]。
4. 光と影
CHAGEは、「Jess Baileyのアレンジを意識しながら書いた曲」と述べている[11]。
詞に関しては、ごくありふれた言葉を使って綴ってみたという。
5. HANG UP THE PHONE
タイトルは、"電話を切れ"[11]。当初のリズムから、Jess Baileyが試したいアレンジをベースにリズムを変えていったという。
1996年に出演した『MTV Unplugged』では、1曲目とアンコールで演奏された。また、トリビュート・アルバム『one voice THE SONGS OF CHAGE&ASKA』では、ロンドン・ビート（Londonbeat）がカバーした曲が日本盤ボーナス・トラックに収録されている。
6. だから…
作曲はAメロとDメロがCHAGE、BメロとCメロを村上啓介が担当している[11]。
気分転換にロンドンのチャイナタウンへ行った時の恋人同士の様子から、作詞のヒントを得たという[11]。
7. WHY
SUBARU「VIVIO」CMソング。
CHAGE&ASKAとして、"別れ" をテーマにした楽曲をひさしぶりに書いたという[9]。のちにハリウッドから映画『ジャッジ・ドレッド』のサントラへの楽曲依頼が来た際、この曲をベースに、サビの変更と歌詞を英語化した『TIME』と言う楽曲に生まれ変わらせ、提供している。
8. 今日は…こんなに元気です
シングル「no no darlin'」のカップリング曲。
9. 夢
CHAGEが短時間で作曲を行った楽曲。作ったというよりかは生まれたという形と公言している[9]。
1996年に発売された『one voice THE SONGS OF CHAGE&ASKA』では、ボーイ・ジョージ（Boy George）が「Dream」というタイトルでカバーしている。
10. CRIMSON
シングル「if」のカップリング曲。
シングル収録時とミックスが異なり、演奏時間も短くなっている[13]。
11. no no darlin'
1992年10月10日に発売された30枚目シングル。
曲終盤にサビがリフレインされる場面において、シングル版はサビが約3回繰り返された時点でフェードアウトするのに対し、アルバムでは約4回繰り返されてからフェードアウトするため、約20秒ほど長くなっている[14]。
12. 世界にMerry X'mas
SUBARU「VIVIO」CMソング。
歌詞はメッセージソングになっている[1]。音楽評論家の小貫信昭はジョン・レノン&オノ・ヨーコの楽曲「ハッピー・クリスマス（戦争は終った）」やバンド・エイドの楽曲「Do They Know It's Christmas?」と流れをくむコンセプトであると評価している[1]。
コーラスでは、ロンドンの子供たちが参加している[1]。

## 参加ミュージシャン
| GUYS - Drums：Neil Conti - E.Bass：Mark Smith - Synth. Sound Designers：森達彦、土岐幸男 - E.Guitar：村上啓介 - Trumpet：Martin Shaw, John Thirkell - Saxophone：Phil Todd - Trombone：Peter Beachill - Strings：Gavyn Wright London String Ensemble 野いちごがゆれるように - Drums：Neil Conti - E.Bass：Mark Smith - Piano & Synthesizers：Jess Bailey - Trumpet：Martin Shaw, John Thirkell - Saxophone：Phil Todd - Trombone：Peter Beachill if - Drums：Neil Conti - E.Bass：Mark Smith - Piano & Synthesizers：Jess Bailey 光と影 - Drums：Neil Conti - E.Bass：Mark Smith - A.Guitar：Paul Harvey - Piano & Synthesizers：Jess Bailey - Synth. Sound Designers：森達彦、土岐幸男 - Strings：Gavyn Wright London String Ensemble HANG UP THE PHONE - Drums：Neil Conti - E.Bass：Mark Smith - Piano & Synthesizers：Jess Bailey - Trumpet：Martin Shaw, John Thirkell - Saxophone：Phil Todd - Trombone：Peter Beachill - Backing Vocal：Lance Ellington, Clive Griffin だから… - Toms：Neil Conti - Synth. Sound Designers：森達彦、土岐幸男 - E.Bass & E.Guitar：村上啓介 | WHY - Drums：Neil Conti - E.Bass：Mark Smith - E.Guitar：Paul Harvey - Piano & Synthesizers：Jess Bailey - Trumpet：Martin Shaw 今日は…こんなに元気です - Piano：Jess Bailey - Synth. Sound Designers：森達彦、土岐幸男 - E.Guitar：村上啓介 夢 - Drums：Neil Conti - E.Bass：Mark Smith - Synth. Sound Designers：森達彦、土岐幸男 - E.Guitar：村上啓介 CRIMSON - Drums：湊雅史 - E.Bass：美久月千晴 - Synth. Sound Designers：森達彦、土岐幸男 - E.Guitar：村上啓介 no no darlin' - Drums：Neil Conti - E.Bass：Mark Smith - Piano & Synthesizers：Jess Bailey - E.Guitar：Clem Clempson - Additional Backing Vocal：佐多美保 世界にMerry X'mas - Cymbals：Neil Conti - E.Bass：Mark Smith - Piano, Synthesizers & Sleigh Bells：Jess Bailey - Backing Vocal：Jude Roea - Additional Backing Vocal：Sofie Chari, Pavlos Chari, Pany Vasili, Simon Harris, Jared Baker, Samantha and James Stephenson, Sara Bailey, Morgan Bailey, Derek Anderson, Leeandra Anderson, Mercia Griffin, Oliver Griffin, Jade Morgan, Chris "the GREEK" Doodles, Daisy Doodles, Judith Christodoulou, Selina Christodoulou |

## アルバム曲のその他収録作品
※シングル収録曲は、「if」・「no no darlin'」の項目を参照
GUYS
- 倆心知〜原創紀念歌集 （1993年）
- Yin&Yang （1994年）
- Asian Communications Best （2008年）

野いちごがゆれるように
- Singles - The European Collection （1994年）
- Yin&Yang （1994年）
- THE STORY of BALLAD II （2004年）

WHY
- Yin&Yang （1994年）

夢
- Singles - The European Collection （1994年）
- Yin&Yang （1994年）

世界にMerry X'mas
- You are free （1993年）※オーケストラ・バージョンをカップリングに収録
- SUPER BEST BOX SINGLE HISTORY 1979-1994 AND Snow Mail （1994年）※オーケストラ・バージョンを収録
- Snow Mail add 3 songs （2009年）※オーケストラ・バージョンを収録
- STANDARD （2009年）※ASKAのセルフカバー音源を収録
- BOOKEND （2011年）※ASKAのセルフカバー音源を収録

## 『Go to Eleven 〜GUYS〜』
本作のミュージック・ビデオ集が1992年12月16日にVHS・LDで発売された。発売元はポニーキャニオン（現在は廃盤）。
2020年8月5日にDVDとして、ヤマハミュージックエンタテインメントホールディングスから再発売された。

### 背景（MV）
MVはすべてレコーディングで滞在していたロンドンとその郊外で撮影された。

### 収録曲
1. GUYS
作詞・作曲：飛鳥涼　編曲：Jess Bailey
撮影場所はバターシー発電所周辺。PanasonicのCMではMVの一部が使用された。また、別バージョンのMVも存在する[17][18]。
2. if
作詞・作曲：飛鳥涼　編曲：飛鳥涼・Jess Bailey
音源はアルバム・バージョンである。
3. 世界にMerry X'mas
作詞・作曲：飛鳥涼　編曲：飛鳥涼・Jess Bailey
4. 夢
作詞・作曲：CHAGE　編曲：村上啓介
5. no no darlin' 
作詞・作曲：飛鳥涼　編曲：飛鳥涼・Jess Bailey
6. HANG UP THE PHONE
作詞・作曲：飛鳥涼　編曲：飛鳥涼・Jess Bailey